# Кенан (Висконсин)
Кенан (енгл. Kennan) град је у америчкој савезној држави Висконсин.

## Демографија
По попису из 2010. године број становника је 135, што је 36 (-21,1%) становника мање него 2000. године.
| Група             | 2000.       | 2010.       |
| Белци             | 168 (98,2%) | 134 (99,3%) |
| Афроамериканци    | 0 (0,0%)    | 0 (0,0%)    |
| Азијати           | 0 (0,0%)    | 0 (0,0%)    |
| Хиспаноамериканци | 3 (1,8%)    | 1 (0,7%)    |
| Укупно            | 171         | 135         |